# Barbatodon
Barbatodon (лат.) — род вымерших млекопитающих из семейства Kogaionidae подотряда Cimolodonta отряда многобугорчатых. Их ископаемые остатки известны из верхнего мела (70,6—66,0 млн лет) на территории Европы (Румыния). Они были эндемиками Хацега — крупного исчезнувшего острова, существовавшего в море Тетис на территории современной Европы (территория современного города Хацег, жудец Хунедоара, Румыния) с сеноманского по маастрихтский века позднемеловой эпохи. Это были древесные животные. Предполагаемая общая длина тела — около 25—30 см. Подобно современным грызунам и землеройкам, а также родственным им многобугорчатым Taeniolabidoidea, Barbatodon демонстрирует красную железную пигментацию в своих зубах. Похожая пигментация наблюдается у землероек, поэтому можно предположить, что Barbatodon были насекомоядными. В отсутствие конкурирующих млекопитающих Barbatodon и подобные им Kogaionidae демонстрируют явный пример островного видообразования.

## Классификация
На январь 2025 род включает 2 вида:
- †Barbatodon oardaensis Codrea et al., 2014
- †Barbatodon transylvanicus Radulesco and Samson, 1987